# Fort van Samson
Het fort van Samson (circa 300 - 1691) was gelegen op een rotspunt in de wijk Samson, in het dorp Thon. Thon is een dorp in de Belgische gemeente Andenne en ligt aan de rechteroever van de Maas, nabij de zijrivier Samson.
Het was achtereenvolgens een Romeins fort (4e eeuw), een Frankisch fort (circa 400 tot 640) en een vesting van het graafschap Namen (circa 900 tot 1691).

## Romeins
Circa het jaar 300, tijdens de late jaren van het Romeinse keizerrijk, bouwden de Romeinen een klein fort of oppidum boven op de rots. Het fort gaf hen uitzicht op de Maas. Het fort lag niet aan een heirbaan maar wel in een bewoond grensgebied tussen de Atuatuci en de Condrusi. De strook langsheen de Maas tussen wat vandaag Namen en Hoei is, was bewoond in de Romeinse tijd. Gebruiksvoorwerpen zijn hier aan de Maasoevers aangetroffen. Naast het fort van Samson, waarvan de Romeinse naam onbekend is, werd vanaf het eind van de 4e eeuw een Romeinse begraafplaats ingericht.

## Frankisch
De Franken namen het fort over (5e eeuw). De begraafplaats werd uitgebreid met graven waarin wapens lagen.

## Naams
Door invallen van de Noormannen waren de graven van Namen genoodzaakt versterkingen te bouwen langsheen de Maas. Het fort van Samson werd uitgebouwd ter verdediging van Namen. De Noormannen hebben het nooit kunnen innemen. Graaf Filips I van Namen, ook bekend als Filips de Nobele, bouwde het meest aan dit fort. Het bevatte drie bouwwerken op drie terrassen in de heuvels. Het eerste bouwwerk is daar waar de Frankische graven gevonden werden. In het tweede bouwwerk was er een hoeve. Voor het derde bouwwerk stond er een ophaalbrug over een diepe gracht. Het Naamse fort van Samson werd nooit ingenomen tenzij eenmaal: van 1216 tot 1222 bezetten Luxemburgse troepen Samson.
Het fort van Samson, zoals de stad Andenne, stond aan de grens van het graafschap Namen met het prinsbisdom Luik. Vanuit het Luikse Hoei, stroomafwaarts de Maas, werden al eens rooftochten in het grensgebied uitgevoerd. In 1466 moesten de boeren lijdzaam toezien in het fort hoe de militie van Hoei hun oogst in brand stak. Het fort weerstond ook later meerdere aanvallen. In de 17e eeuw oordeelden de Spanjaarden dat het fort van Samson geen artillerieaanval aankon en daarom moest afgebroken worden. De beslissing tot afbraak door koning Karel II van Spanje viel in 1690. In 1691 bleef van het fort van Samson niets meer over.